# Stephen Stewart
Stephen John "Steve" Stewart (født 7. marts 1978 i Sydney) er en australsk tidligere roer. Han er bror til tvillingerne James og Geoff Stewart, der også var roere.
Steve Stewart kom som seniorroer med i den australske otter fra 2001, men i 2003 stillede han ved VM op i den australske firer uden styrmand, der blev nummer fire.
Ved OL 2004 i Athen var han tilbage i den australske otter, der desuden bestod af hans brødre James og Geoff samt af Stefan Szczurowski, Stuart Welch, Bo Hanson, Mike McKay, Stuart Reside og styrmand Michael Toon. Australierne satte olympisk rekord i det indledende heat, og i finalen vandt USA guld, Holland sølv og australierne bronze.
Han var med på eliteplan en sidste gang ved OL 2008 i Beijing, hvor han igen roede otter. Her måtte australierne nøjes med en sjetteplads blandt de otte deltagende nationer.

## OL-medaljer
- 2004:  Bronze i otter